# Бонжуа, Эрнест
Эрнест Бонжуа (фр. Ernest Bonnejoy; 1833—1896) — французский врач, популяризатор вегетарианства и активист соответствующего движения.
Бонжуа активно выступал за рациональное вегетарианство. По его мнению, здоровье важнее моральных норм — он утверждал, что мясо вредно и его стоит исключить из рациона. Некоторые историки считают Бонжуа самым влиятельным французским вегетарианцем 1880-х и 1890-х годов.
В 1891 г. Бонжуа выпустил книгу «Вегетарианство и рациональный вегетарианский режим», в которой были учтены открытия Луи Пастера и микробная теория болезней. Бонжуа полагал, что пропаганда вегетарианства позволит улучшить общественное здравоохранение и иммунитет каждого человека.
Был членом Французского вегетарианского общества, а также принимал участие в выпуске журнала La Reforme Alimentaire.

## Публикации
- Принципы рационального питания, гигиенические и экономичные с рецептами вегетарианской кухни (1884)
- Le Végétarisme et le Régime Végétarien Rationnel (1891)
- Принципы рационального питания и вегетарианской кухни (1896)